# Verdrag inzake de overbrenging van gevonniste personen
Het Verdrag inzake de overbrenging van gevonniste personen (VOGP) is een multilateraal verdrag dat de overname of overdracht van de tenuitvoerlegging van buitenlandse strafrechtelijke beslissingen regelt. De staat waarin het vonnis is uitgesproken wordt aangeduid als 'staat van veroordeling', terwijl de staat waar de gevonniste persoon naar overgebracht wordt als 'staat van tenuitvoerlegging' wordt aangeduid.
Het verdrag is binnen de Raad van Europa tot stand gekomen. Echter, kunnen ook staten die geen lidstaat van de Raad zijn deelnemen aan het verdrag. De overname of overdracht van een vonnis is alleen mogelijk indien er sprake is van een vrijheidsbenemende straf of maatregel. Tevens moet de veroordeelde daadwerkelijk in de staat van veroordeling verblijven en moet hij dus fysiek overgebracht kunnen worden. Het Aanvullend Protocol bij het Verdrag inzake de overbrenging van gevonniste personen maakt het mogelijk om de tenuitvoerlegging over te nemen indien de veroordeelde zich niet in de staat van veroordeling bevindt. Een verzoek tot overdracht of overname van een vonnis kan door zowel de staat van veroordeling als ook door de staat van tenuitvoerlegging worden gedaan.
Overbrenging van een persoon is alleen mogelijk indien aan enkele strikte eisen is voldaan die in artikel 2 VOGP staan opgesomd:
1. de persoon moet een burger van de staat van tenuitvoerlegging zijn;
2. het vonnis moet onherroepelijk zijn;
3. er resteert nog ten minste zes maanden hechtenis van het vonnis;
4. de gevonniste persoon stemt in met overbrenging;
5. er moet voldaan zijn aan het vereiste van dubbele strafbaarheid;
6. de staat van veroordeling en de staat van tenuitvoerlegging moeten het eens zijn.[5]

## In Nederland
Nederland eist een verdragsrechtelijke grondslag voor de overname of overdracht van gevonniste personen. Het Verdrag inzake de overbrenging van gevonniste personen biedt zo'n grondslag. De te volgen procedure bij overname of overdracht is geregeld in de Wet overdracht tenuitvoerlegging strafvonnissen. Binnen de Europese Unie heeft de VOGP inmiddels aan belang ingeboet. De overdracht en overname van strafvonnissen geschiedt daar op basis van onder andere het Kaderbesluit 2008/909/JBZ, waarvan de Wet wederzijdse erkenning en tenuitvoerlegging vrijheidsbenemende en voorwaardelijke sancties de Nederlandse procedure regelt.